# Bataille de la Sendai-gawa
Batailles
Campagne de Kyūshū
- Toshimitsu
- Hetsugi-gawa
- Takajō
- Ganjaku
- Akizuki
- Sendai-gawa
- Kagoshima

La bataille de la Sendai-gawa en 1587 fait partie de la campagne de conquête de Kyūshū menée par Toyotomi Hideyoshi au cours de la période Sengoku du Japon. La Sendai-gawa est un des derniers obstacles à l'attaque de Hideyoshi sur Kagoshima, centre des domaines du clan Shimazu.
Toyotomi Hideyoshi et son demi-frère Hashiba Hidenaga rencontrent les forces du clan Shimazu, conduites par Niiro Tadamoto, près de la rivière. Malgré une considérable infériorité numérique (5 000 contre 170 000), Niiro mène ses hommes dans une charge contre les forces Toyotomi et s'engage même dans un duel avec le célèbre guerrier Katō Kiyomasa avant de se replier sous le couvert de la nuit.

## Source de  la traduction
- (en) Cet article est partiellement ou en totalité issu de l’article de Wikipédia en anglais intitulé « Battle of Sendaigawa » (voir la liste des auteurs).